# Otto Lehmann
Otto Lehmann (Constanza, Alemania 13 de enero de 1855 – Karlsruhe 17 de junio de 1922) fue un científico alemán dentro del campo de la física. Fue quien dio el nombre al cristal fluido descubierto por F. Reinitzer. 

## Biografía
Otto era hijo del profesor de matemáticas, Otto Lehmann, estudió ciencias naturales en la Universidad de Estrasburgo y se doctoró en cristalografía, bajo el auspicio de Paul Heinrich von Groth, Otto utilizaba un polarizador montado dentro de un microscopio que permitía observar el fenómeno de la birrefringencia durante el proceso de cristalización.
El 1883 fue nombrado profesor universitario en Aquisgrán. En 1889, sucedió a Heinrich Hertz como jefe del Instituto de Física de la Universidad de Karlsruhe.
Lehmann recibió una carta de Friedrich Reinitzer donde le pedía la confirmación de las inusuales propiedades que había descubierto, trabajando con Benzoato de colesteril (éster derivado del colesterol) en lo que consideraba una nueva fase de la materia, a esta fase Lehmann la denominó cristal fluido, actualmente conocida como cristal líquido. Lehmann observó que esta fase de la materia se presentaba en más de 100 sustancias. 
Lehmann fue propuesto para el Premio Nobel desde 1913 a 1922 pero nunca le fue concedido. El descubrimiento recibió mucha atención científica pero hasta la década de 1970 no tuvo aplicaciones prácticas.

## Obras
- Selbstanfertigung physikalischer Apparate. Leipzig 1885.
- Molekularphysik. 2 Bde, Leipzig 1888/89.
- Die Kristallanalyse. Leipzig 1891.
- Elektricität und Licht. Braunschweig 1895.
- Flüssige Krystalle. Leipzig 1904.
- Die scheinbar lebenden Krystalle. Eßlingen 1907.
- Die wichtigsten Begriffe und Gesetze der Physik. Berlín 1907.
- Flüssige Kristalle und ihr scheinbares Leben. Forschungsergebnisse dargestellt in einem Kinofilm. Voss, Leipzig 1921.